# Bayezid Paša
Bayezid Paša (? – červenec 1421) byl osmanský státník, který v letech 1413–1421 sloužil jako velkovezír. Byl prvním Albáncem a prvním muslimem z Balkánu, který tuto funkci zastával.

## Životopis
Bayezid se narodil v Amasyi. Byl albánského původu a vychován byl v sultánském paláci. V době, kdy byl Bajezid I. sultánem sloužil na různých vojenských postech. V době, kdy byl Mehmed I. ještě princem a sloužil jako guvernér provincie, byl Bayezid jeden z jeho hlavních rádců.
Po hrozivé bitvě o Ankaru v roce 1402, kdy Tamerlán porazil Osmanskou říši a vzal sultána Bajezida I. do zajetí, Bayezid Paša se staral o tehdy 15letého prince Mehmeda a odvedl jej do svého rodného města Amasya. V roce 1413 po Osmanském interregnu, kdy Mehmed I. porazil své bratry a nastoupil na trůn, jmenoval Bayezida do funkce velkovezíra.
Pod vládou Mehmeda I. Bayezid potlačil vzpouru šejka Bedreddina v roce 1420.
Po smrti Mehmeda I. v květnu roku 1421 držel Bayezid informaci o jeho úmrtí v tajnosti celkem 40 dní a počkal na příjezd jeho syna a nástupce Murada II. Tento krok učinil, aby se předešlo možné občanské válce a dalšímu interregnu.
V červenci roku 1421, pouhé dva měsíce po korunovaci Murada II., byl Bayezid, stále ve funkci velkovezíra, vyslán k potlačení vzpoury Mustafy Çelebiho, Muradova strýce. Bayezidovy jednotky se setkaly s Mustafovou armádou v místech, kde dnes stojí vesnice Sazlıdere u Edirne, v centrální Thrákii. Uprostřed bitvy jednotky Bayezida zradily a přidaly se na stranu Mustafy. Bayezid byl zadržen a popraven.

## Čtěte také
- Seznam osmanských velkovezírů